# Paratelmatoscopus nitidus
Paratelmatoscopus nitidus är en tvåvingeart som beskrevs av Quate 1967. Paratelmatoscopus nitidus ingår i släktet Paratelmatoscopus och familjen fjärilsmyggor. Inga underarter finns listade i Catalogue of Life.